# Les Champs-Géraux
Champs-Géraux (bret. Maez-Geraod) – miejscowość i gmina we Francji, w regionie Bretania, w departamencie Côtes-d’Armor.
Według danych na rok 1990 gminę zamieszkiwały 943 osoby, a gęstość zaludnienia wynosiła 49 osób/km² (wśród 1269 gmin Bretanii Champs-Géraux plasuje się na 594. miejscu pod względem liczby ludności, natomiast pod względem powierzchni na miejscu 517.).